# Pavel Miliukov
Pavel Nikolaevici Miliukov (în rusă Па́вел Никола́евич Милюко́в; n. 15/27 ianuarie 1859, Moscova, Imperiul Rus – d. 31 martie 1943, Aix-les-Bains, Savoie, Franța) a fost un istoric și un om politic liberal rus. Miliukov a fost fondatorul, conducătorul și cel mai cunoscut membru al Partidului Constituțional Democratic (cunoscut sub numele de Kadets). A îndeplinit funcția de ministru de externe în Guvernul Provizoriu Rus din 1917, depunând eforturi pentru a preveni ieșirea Rusiei din Primul Război Mondial.

## Cariera prerevoluționară
Pavel s-a născut în Moscova, în familia unui profesor de arhitectură din clasa de mijloc care preda la școala de arte. A studiat istoria și filologia la Universitatea din Moscova, unde a fost influențat de scrierile lui Herbert Spencer, Auguste Comte și Karl Marx. Profesorii lui au fost Vasili Kliucevski și Paul Vinogradoff. În vara anului 1877 a luat parte pentru o scurtă perioadă la Războiul Ruso-Turc, ca ofițer logistic, dar a revenit la universitate. El a fost exmatriculat deoarece a luat parte la revoltele studențești, a plecat în Italia, dar a fost readmis și i s-a permis să-și ia diploma. S-a specializat în studiul istoriei ruse și în 1885 a obținut diploma de absolvire cu o lucrare cu privire la Starea economiei din Rusia în primul trimestru al secolului al XVIII-lea și reformele lui Petru cel Mare.

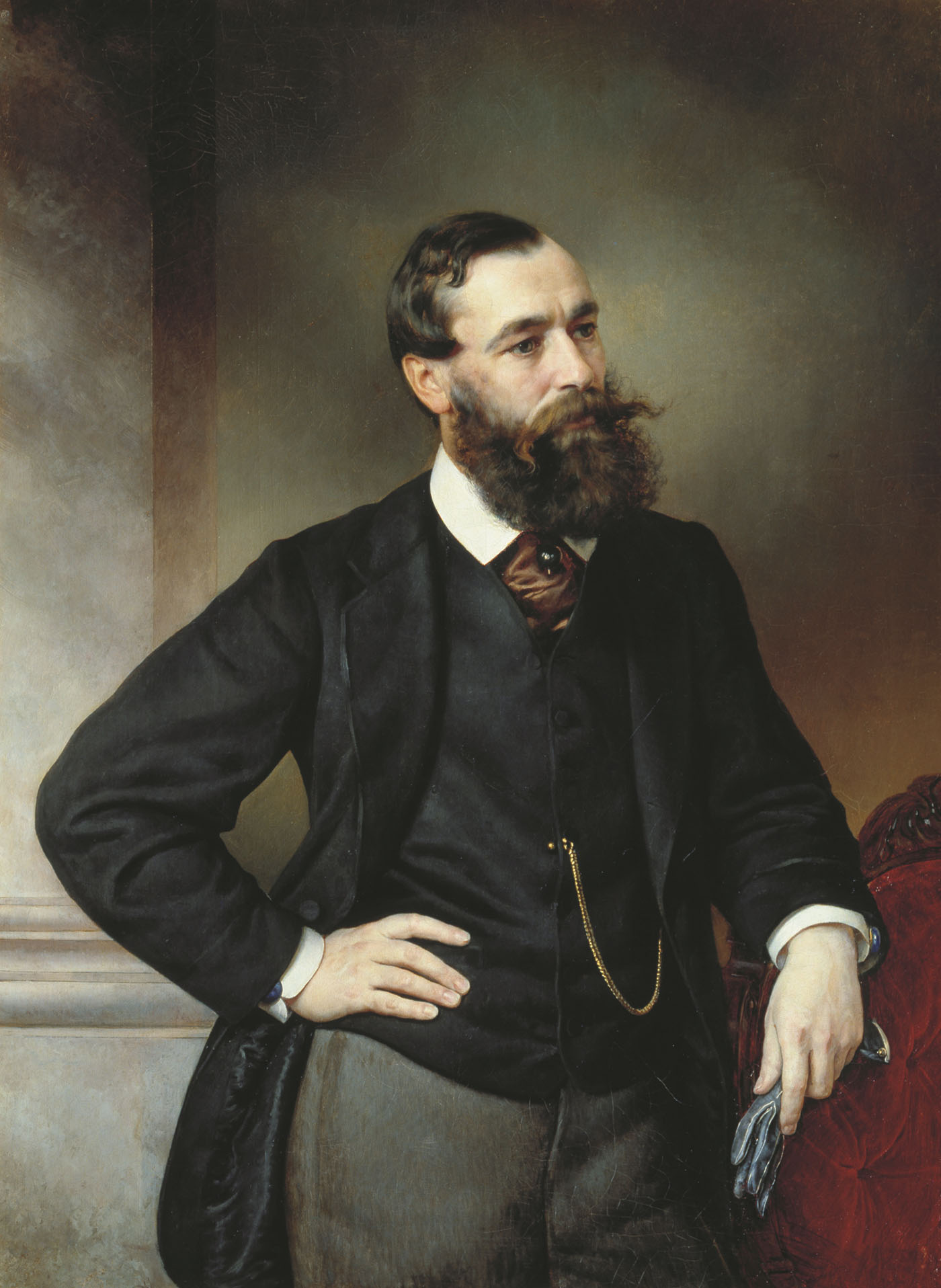
Boris Cicerin

În 1890 a devenit membru al Societății Ruse de Istorie și Arheologie de la Moscova. El a ținut prelegeri cu mare succes la un institut de formare a profesoarelor,  iar în 1895 a fost numit profesor la universitate. Aceste prelegeri au fost apoi dezvoltate și publicate în cartea Bazele culturii ruse (3 vol., 1896-1903, tradusă în mai multe limbi). A inițiat o asociație ce milita pentru „lectura universitară de acasă” și, în calitate de primul său președinte, a editat primul volum al programului său editorial, care a fost citit intens în cercurile intelectuale ruse. Când era student Miliukov a fost influențat de ideile liberale ale lui Konstantin Kavelin și Boris Cicerin. Opiniile sale liberale l-au adus în conflict cu autoritățile din domeniul educației și el a fost demis în 1894, după una dintre cele mai mari „revolte” universitare. El a fost încarcerat timp de doi ani la Riazan ca agitator politic.
Când a fost eliberat din închisoare, Miliukov a mers în Bulgaria și a fost numit profesor la Universitatea din Sofia, unde a predat în limba bulgară  cursuri de filozofia istoriei etc. El a fost trimis în Macedonia, care era atunci parte a Imperiului Otoman, și a lucrat acolo într-un sit arheologic. În 1899 i s-a permis să se întoarcă la St. Petersburg. În 1901 a fost arestat din nou pentru că a luat parte la o acțiune de comemorare a scriitorului populist Piotr Lavrov. (Ultimul volum din colecția Bazele culturii ruse a fost, de fapt, finalizat în închisoare, unde a petrecut șase luni din cauza discursului politic pe care l-a ținut.) În 1901, potrivit lui Miliukov, aproximativ 16.000 de persoane au fost exilați din capitală. Următorul ordin, publicat în 1902 de către guvernatorul Basarabiei, este tipic:
„Sunt interzise toate reuniunile, întâlnirile și adunările pe străzi, în piețe și în alte locuri publice, indiferent de scopul pe care îl pot avea. Toate întâlnirile în case particulare cu scopul de a discuta statutele asociațiilor pentru care este necesar acordul guvernului sunt permise numai cu cunoștința și aprobarea poliției, care trebuie să acorde permisiunea pentru fiecare adunare separat, într-o zi stabilită și în locul desemnat.”
Membrii Partidului Constituțional Democratic au renunțat la ideea de a instaura o republică și de a promova o monarhie constituțională. Gheorghi Lvov și Aleksandr Gucikov a încercat să-l convingă pe țar să accepte liberali în noul guvern. În 1907 Miliukov a fost ales în cea de-a Treia Dumă; la un moment dat el a făcut parte din consiliul de administrație al ziarului Reci al partidului. El era unul dintre puținii publiciști din Rusia, care aveau cunoștințe considerabile de politică internațională, iar articolele sale despre Orientul Apropiat par să fi atras un interes considerabil.

## Deputat în Duma de Stat
În 1912 el a fost reales în cea de-a Patra Dumă de Stat. Potrivit lui Miliukov, călugărul Grigori Rasputin a devenit în mai 1914 un factor influent în politica rusă. Odată cu izbucnirea Primului Război Mondial în august 1914, Miliukov s-a orientat politic către dreapta, luând în calcul realizarea unei lovituri de stat pentru înlăturarea țarului. El a devenit tot mai naționalist, susținând politicile patriotice de apărare națională bazate pe șovinism social. Era un bun prieten al ministrului de externe Serghei Sazonov. Miliukov a insistat ca fiul său cel mai tânăr să se înroleze voluntar în armată, iar acesta a murit ulterior în luptă. În august 1915 a format Blocul Progresist și a devenit liderul acestuia. După ce a studiat temeinic Balcanii în anii 1890, Miliukov a devenit autoritatea cea mai competentă în ceea ce privea politica din Balcani și a fost un susținător fervent al cuceririi Constantinopolului, fiind numit în batjocură de adversarii săi politici cu porecla „Miliukov de Dardanele”. În vara anului 1916, la cererea lui Mihail Rodzianko, președintele Dumei, Aleksandr Protopopov a condus o delegație de membri ai Dumei (printre care și Miliukov) în vestul Europei pentru a consolida legăturile Rusiei cu aliații occidentali din Primul Război Mondial: puterile Antantei. În luna august a ținut o serie de prelegeri la Oxford. În 1 noiembrie 1916 a criticat dur într-un discurs populist  ineficiența guvernului condus de Stürmer.
S-a întâlnit cu profesorul Thomas Garrigue Masaryk la Londra și s-a consultat cu el și cu statul actual al Legiunii Cehoslovace din Rusia la acea vreme.

## Revoluția din Februarie

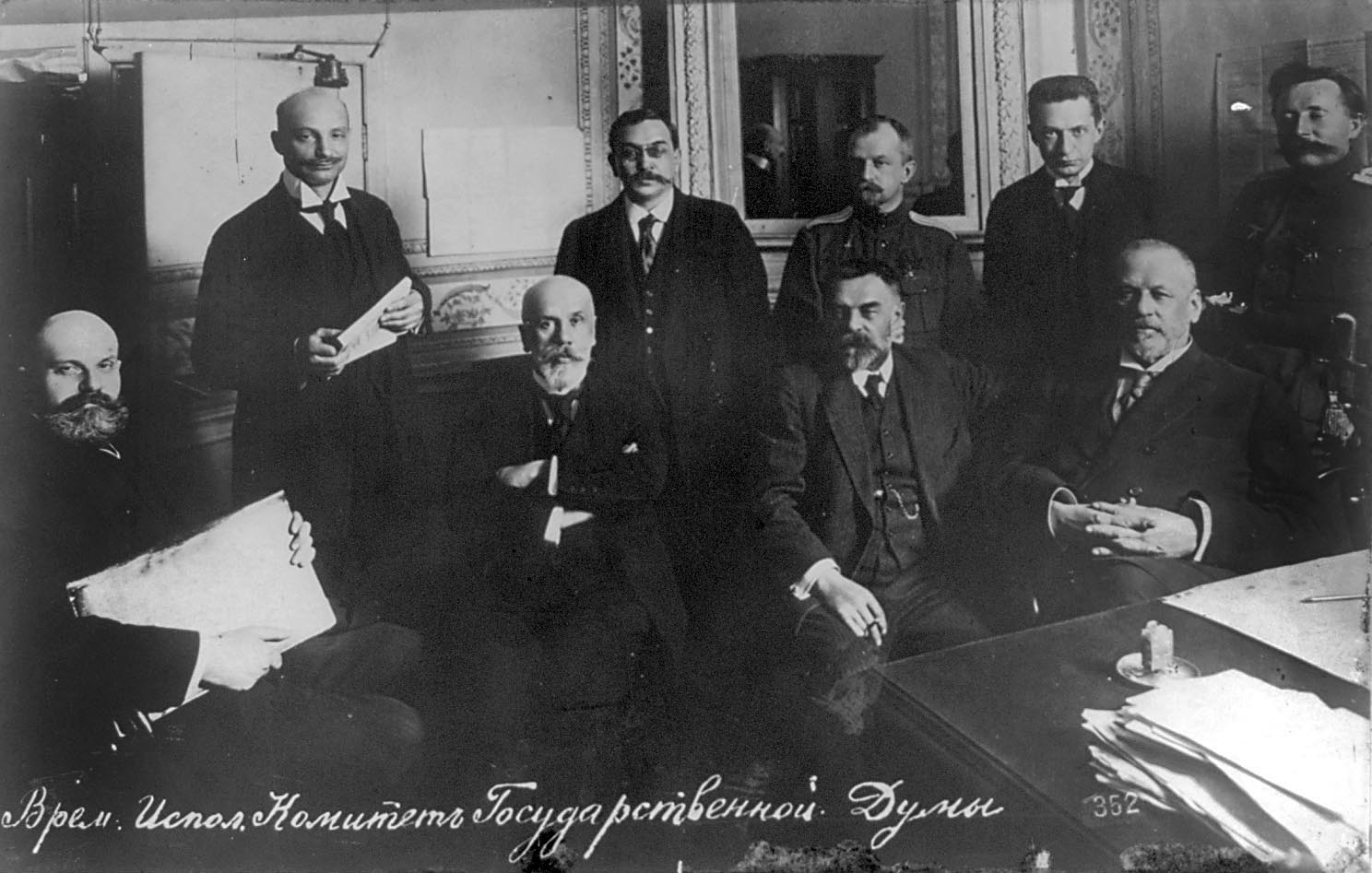
Membrii Comitetului Provizoriu al Dumei de Stat (Imperiul Rus) în 1917

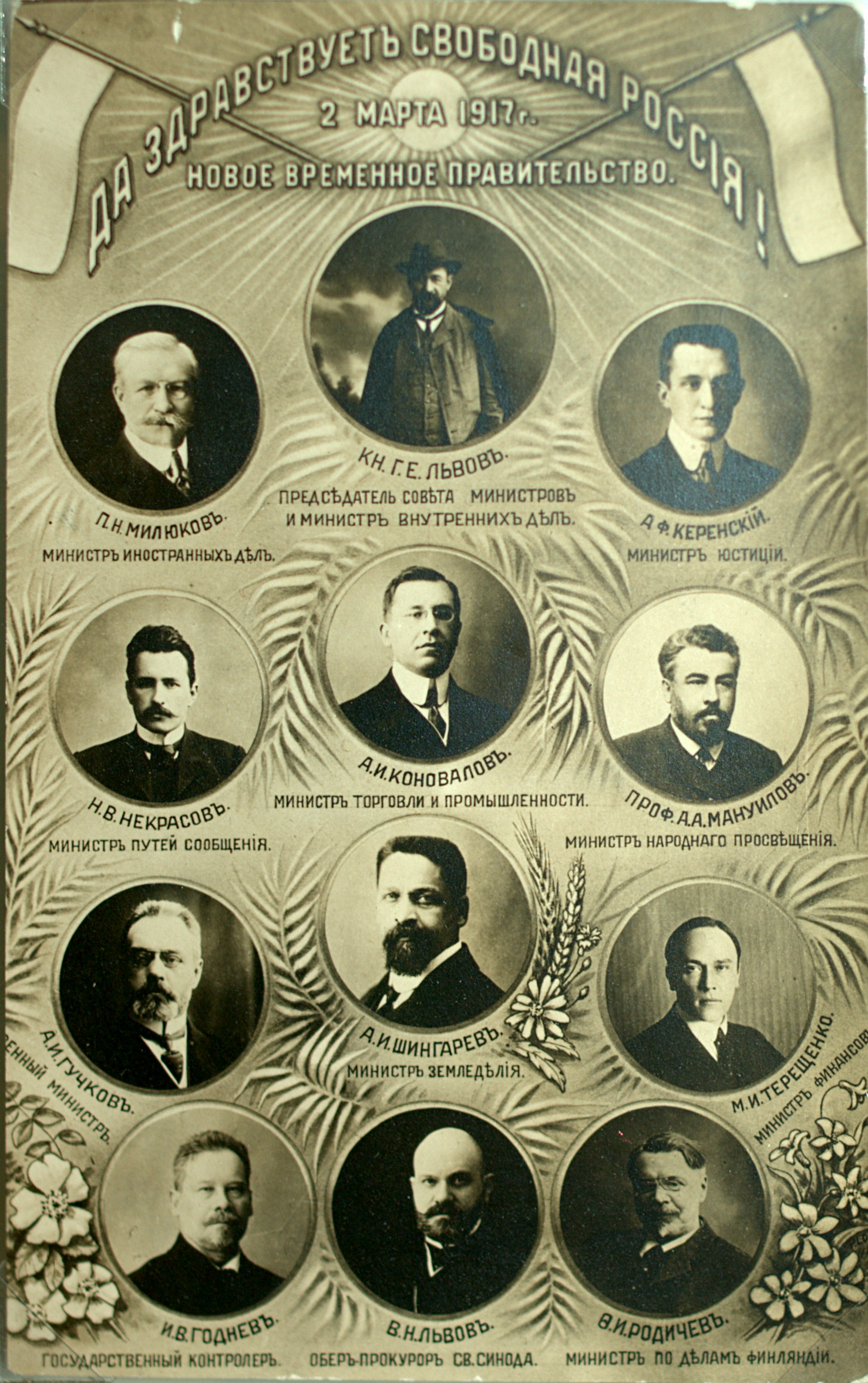
Guvern Provizoriu Rus

În timpul Revoluției din Februarie Miliukov a sperat păstrarea monarhiei constituționale în Rusia. El a devenit un membru al Comitetului Provizoriu al Dumei de Stat în 27 februarie 1917. Miliukov a vrut ca monarhia să fie păstrată, cu Alexei ca țar și cu Marele Duce Mihail ca regent. În dimineața zilei de 2 martie (O. S.), Marele Duce a aflat că fratele său abdicase în favoarea lui, fără să-l fi informat, și că va fi vizitat în câteva ore de o delegație a Dumei. Întâlnirea cu președintele Dumei Rodzianko, cu prințul Lvov și cu alți miniștri, inclusiv Miliukov și Kerenski, a durat toată dimineața. Deoarece masele nu ar fi acceptat un nou țar și Duma de stat nu putea garanta securitatea lui Mihail, Marele Duce a decis să renunțe la tron. Pe 6 martie 1917, David Lloyd George a oferit precaut un azil în Marea Britanie, la sugestia lui Miliukov, țarului răsturnat de la putere și familiei sale, dar Lloyd George ar fi preferat ca ei să meargă într-o țară neutră.
Rodzianko a publicat un ordin pentru întoarcerea imediată a soldaților în cazărmi și subordonarea lor față de ofițeri. Pentru ei, Rodzianko a devenit total inacceptabil ca prim-ministru, astfel că prințul Lvov, mai puțin nepopular, a devenit președintele noului guvern. În primul guvern provizoriu Miliukov a devenit ministru al afacerilor externe.
Miliukov a trimis britanicilor o cerere oficială pentru eliberarea revoluționarului Lev Troțki din lagărul Amherst din Noua Scoție, după ce britanicii urcaserăt la bordul unui vapor în portul Halifax pentru a-l aresta pe Troțki și alți „socialiști periculoși” care erau în drum spre Rusia de la New York. După ce au primit cererea lui Miliukov britanicii l-au eliberat pe Troțki, care apoi și-a continuat călătoria către Rusia și a devenit unul dintre organizatorii și conducătorii Revoluției Bolșevice care a răsturnat guvernul provizoriu.
El s-a opus cu vehemență cererilor maselor de a face pace cu orice preț și a susținut respectarea alianțelor de război ale Rusiei. După cum scrie în Enciclopedia Britannica 2004, „el era prea inflexibil pentru a avea succes în politica practică”. Pe 20 aprilie 1917, guvernul a trimis o notă către Marea Britanie și Franța (care a devenit cunoscut ca „nota lui Miliukov”) în care afirma că Rusia își va îndeplini obligațiile față de Aliați și va purta războiul atâta timp cât va fi necesar. În aceeași zi, „mii de soldați și muncitori înarmați au ieșit să demonstreze pe străzile din Petrograd. Mulți dintre ei purtau pancarte cu sloganuri ce chemau la înlăturarea celor zece miniștri burghezi, pentru a pune capăt războiului și pentru a fi numit un nou guvern revoluționar”. A doua zi nota lui Miliukov a fost respinsă de miniștrii cabinetului Lvov, punându-se capăt crizei. Pe 29 aprilie 1917 ministrul de război Aleksandr Gucikov a demisionat, fiind urmat de Miliukov pe 2 sau 4 mai. I s-a oferit lui Miliukov un post de secretar de stat la Ministerul Educației, dar a refuzat; el a rămas liderul Partidului Constituțional Democratic și a început să fie atras de ideile contrarevoluționare.

## Exil

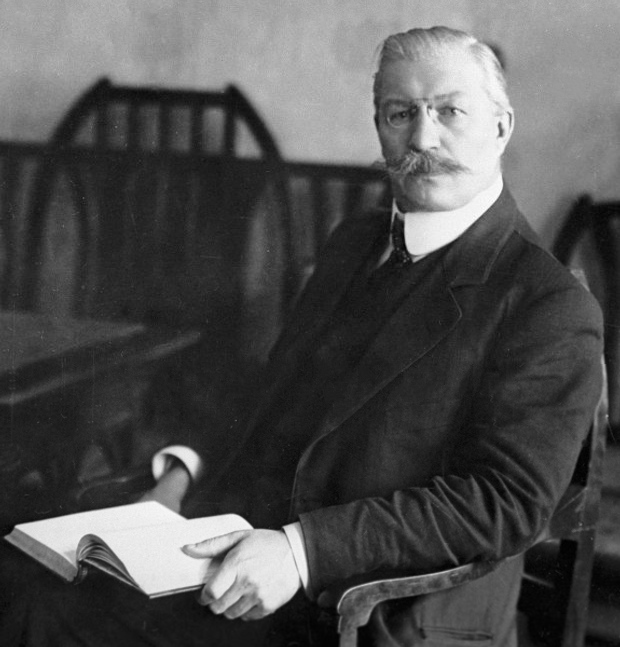
Pavel Miliukov c. 1917

În 26 octombrie 1917 ziarele partidului au fost închise de către noul regim sovietic. Pe 25 noiembrie 1917 Miliukov a fost ales în Adunarea Constituantă Rusă, cu ocazia primelor alegeri cu adevărat libere din istoria Rusiei. Pe 28 noiembrie, partidul a fost interzis de regimul sovietic și a intrat în clandestinitate. Miliukov s-a mutat de la Petrograd în provincia cazacilor de pe Don. Acolo a devenit un membru al consiliului civil al provinciei. L-a sfătuit pe Mihail Alekseiev din Armata Voluntarilor. Miliukov și Struve au apărat Rusia Mare la fel de ferm ca cei mai reacționari monarhiști. În mai 1918 a plecat la Kiev, unde a negociat cu Înaltul Comandament German pentru a lupta împreună împotriva bolșevicilor. Pentru mulți membri ai Partidului Constituțional Democratic aceasta a fost prea mult: Miliukov a fost forțat să demisioneze de la președinția Comitetului Central al KDP. El a mers în Turcia și de acolo în Europa de Vest, pentru a obține sprijin de la aliații Mișcării Albe, implicați în Războiul Civil Rus. În aprilie 1921 a emigrat în Franța, unde a rămas activ în politică și editat ziarul de limbă rusă Poslednie novosti (Ultimele știri) (1920-1940). În iunie 1921 a părăsit Partidul Constituțional Democratic atunci când a avut loc o sciziune după ce Miliukov le-a cerut exilaților să-și abandoneze speranțele într-o contrarevoluție și să spere mai degrabă într-o ridicare a țărănimii împotriva regimului bolșevic. În timpul unui spectacol de la Filarmonica din Berlin din 28 martie 1922, prietenul său Vladimir Dmitrievici Nabokov, tatăl romancierului Vladimir Nabokov, a fost ucis în timp ce-l proteja pe Miliukov de atacatorii săi. În 1934 Miliukov a fost martor în Procesul de la Berna.
Deși a rămas un adversar al regimului comunist, Miliukov a susținut politica externă a lui Stalin. Pentru a proteja orașul Leningrad, el a comentat următoarele cu privire la Războiul de Iarnă: „mi-e milă de finlandezi, dar eu susțin apărarea guverniei Vîborg”.
Miliukov murit în localitatea Aix-les-Bains din Franța. Cândva între 1945 și 1954 trupul său a fost înmormântat în Cimitirul Batignolles din Paris, în sectorul ortodox rus, secțiunea 25, alături de soția sa, Anna Sergheievna.

## Lucrări
- Opere de sau despre Pavel Miliukov la Internet Archive
- Lucrări de Pavel Miliukov la LibriVox (cărți audio aflate în domeniul public) LibriVoxLucrări de Pavel Miliukov la LibriVox (cărți audio aflate în domeniul public)
- Russia and its crisis (1905)
- Constitutional government for Russia, o cuvântare ținută în formul civic. New York, 14 ianuarie 1908 (1908)
- „Past and present of Russian economics”, în Russian realities & problems: Lectures delivered at Cambridge in August 1916, Peter Struve, Harold Williams, Alexander Lappo-Danilevsky și Roman Dmowski, Cambridge, University press, 1917, 229 p.
- Bolshevism: an international danger (1920)
- History of the Second Russian Revolution (1921)[35]
- Russia, to-day and to-morrow (1922)